# Michael Bingham
Michael Allen Oswald Bingham (Sylva, 13 april 1986) is een Britse atleet, die zich als junior aanvankelijk toelegde op de meerkamp. Later specialiseerde hij zich in de sprint, met name de 400 m. Hij boekte zijn voornaamste successen als lid van het Britse estafetteteam op de 4 x 400 m. Hij nam eenmaal deel aan de Olympische Spelen en veroverde daarbij een bronzen medaille. Deze ontving hij echter pas jaren later. Aanvankelijk was de Britse ploeg op de 4 x 400 m estafette, met Bingham in de gelederen, op de Spelen van 2008 namelijk vierde geworden. In 2017 werd dit resultaat echter alsnog opgewaardeerd naar een derde plaats en dus een bronzen medaille na de diskwalificatie van de Russische ploeg als gevolg van een geconstateerde dopingovertreding van een van zijn teamleden.

## Biografie
Bingham is geboren in Sylva in een gezin van vijf kinderen. Zijn ouders (Norris Bingham en Mollissie Bingham) gingen uit elkaar, toen hij nog jong was. Hij werd opgevoed door zijn moeder en ging naar de McCallie High School. Daar is hij nog altijd in het bezit van de schoolrecords op de 100 m, 200 m, 400 m, 4 x 100 m, 4 x 200 m, 4 x 400 m, 110 m horden en de tienkamp. In zijn jeugd nam hij deel aan de tienkamp bij de Pan-Amerikaanse Spelen.
In 2008 vertegenwoordigde Michael Bingham het Verenigd Koninkrijk op de Olympische Spelen in Peking. Met zijn teamgenoten Andrew Steele, Robert Tobin en Martyn Rooney plaatste hij zich voor de finale met een tijd van 2.59,33. Hierin behaalde het team in dezelfde opstelling een vierde plaats in 2.58,81. Deze wedstrijd werd gewonnen door het Amerikaanse estafetteteam in een olympisch record van 2.55,39. Het als derde gefinishte team van Rusland werd in 2017 echter gediskwalificeerd, nadat bij hertests van bewaarde monsters een van diens teamleden positief was bevonden op dopinggebruik. Hierdoor kregen Bingham en zijn Britse teamgenoten, negen jaar na afloop van de Spelen, achter de Verenigde Staten en het als tweede gefinishte team van Bahama's alsnog de bronzen medaille in de schoot geworpen.
Op de wereldkampioenschappen van 2009 in Berlijn won Bingham met zijn teamgenoten Conrad Williams, Robert Tobin en Martyn Rooney een zilveren medaille op de 4 x 400 m estafette. Met een tijd van 3.00,53 eindigden ze achter de Verenigde Staten (goud; 2.57,86) en voor Australië (brons; 3.00,90).
In 2010 veroverde hij twee zilveren medailles op de Europese kampioenschappen in Barcelona. Op de 400 m eindigde hij achter Kevin Borlée, terwijl hij met de Britse aflossingploeg op de 4 x 400 m estafette het Russische viertal moest laten voorgaan. Het Britse viertal bestond, naast Bingham, uit Conrad Williams, Robert Tobin en Martyn Rooney.
In 2013 was Bingham lid van het 4 x 400 m estafetteteam bij de WK van Moskou. Het team liep uiteindelijk 3.00,88 en greep daarmee naast de medailles: het eindigde als vierde.
Bingham is aangesloten bij de atletiekvereniging van de Wake Forest University.

## Titels
- Gemenebestkampioen 4 x 400 m - 2014
- Europees kampioen 4 x 400 m - 2014
- Europees indoorkampioen 4 x 400 m - 2013

## Persoonlijke records
Outdoor
| Onderdeel        | Prestatie          | Datum            | Plaats       |
| ---------------- | ------------------ | ---------------- | ------------ |
| 100 m            | 10,83 s (-0,7 m/s) | 29 juli 2005     | Windsor      |
| 200 m (-1,2 m/s) | 20,75 s            | 16 mei 2009      | Atlanta      |
| 400 m            | 44,74 s            | 19 augustus 2009 | Berlijn      |
| 110 m horden     | 14,66 s (+0,7 m/s) | 22 april 2005    | Tallahassee  |
| 400 m horden     | 51,94 s            | 18 juli 2015     | Loughborough |
| hoogspringen     | 1,79 m             | 8 juni 2005      | Sacramento   |
| verspringen      | 7,13 m (+2,0 m/s)  | 21 april 2005    | Tallahassee  |
| kogelstoten      | 11,28 m            | 8 juni 2005      | Sacramento   |
| speerwerpen      | 62,05 m            | 28 april 2007    | Spokane      |
| tienkamp         | 7162 p             | 21/22 april 2005 | Tallahassee  |

Indoor
| Onderdeel   | Prestatie | Datum            | Plaats          |
| ----------- | --------- | ---------------- | --------------- |
| 60 m        | 6,95 s    | 17 februari 2005 | Chapel Hill     |
| 200 m       | 21,15 s   | 25 februari 2006 | Blacksburg      |
| 400 m       | 45,69 s   | 14 maart 2009    | College Station |
| 60 m horden | 8,24 s    | 5 februari 2005  | College Station |
| zevenkamp   | 5146 p    | 18 februari 2005 | College Station |

## Palmares

### 400 m
- 2008:  Britse kamp. - 46,28 s
- 2009: 7e WK - 45,56 s
- 2009: 4e Wereldatletiekfinale - 45,67 s
- 2010:  Britse kamp. - 45,67 s
- 2010:  EK - 45,23 s
- 2013:  Britse kamp. - 45,69 s
- 2014:  Britse kamp. - 46,32 s

Golden League-podiumplek
- 2009:  Memorial Van Damme – 45,70 s

Diamond League-podiumplekken
- 2010:  Shanghai Golden Grand Prix – 45,84 s
- 2010:  British Grand Prix – 45,08 s

### 4 x 400 m
- 2008:  OS - 2.58,81 (na DQ Rusland)
- 2009:  WK - 3.00,53
- 2010:  EK - 3.02,25
- 2013:  EK indoor - 3.05,78
- 2013: 4e WK - 3.00,88
- 2014:  Gemenebestspelen - 3.00,46
- 2014:  EK - 2.58,79

### tienkamp
- 2005:  Pan-Amerikaanse Spelen U20 te Windsor, Ontario - 7049 p